# واتینوما
واتینوما شهری در شهرستان گوئیباره در استان بام در بورکینافاسوی شمالی است و جمعیت آن ۶۸۶ نفر است.